# Základní škola Šafaříkova
Základní škola Šafaříkova ve Valašském Meziříčí je úplná škola s devíti postupnými ročníky a rozšířenou podporou cizích jazyků. Škola je dimenzována pro 450–540 žáků a sídlí v bývalém československém Masarykově státním koedukačním ústavu. Na škole je zřízeno pracoviště školního psychologa a speciálního pedagoga v rámci projektu VIP hrazeného z ESF. Současným ředitelem je Mgr. Milan Hendrych, zástupcem ředitele Mgr. Martina Bilová.

## Lokalita
Škola je určena pro spádovou oblast městské části Štěpánov a Hrachovec, případně i ostatní zájemce z jiných částí města i přilehlých obcí. Situována je v klidné části města (vilová zástavba, před školou parčík), jen několik minut pěší chůze od centra města. Blízko ní je autobusová zastávka "Škola Šafařikova" a "Smetanova ul,rozc"

## Výuka
Žáci mají možnost pracovat v odborných pracovnách multimediální výchovy, fyziky a chemie, stejně tak jako přírodopisu. Kromě dvou tělocvičen a hřiště s umělohmotným povrchem škola provozuje originální lezeckou stěnu s přístupem i pro veřejnost.

## Historie
Současná základní škola sídlí v původní budově, která byla postavena pro prvotní dívčí učitelský ústav.
Vznikl snad jako protiváha chlapeckého českého gymnázia a česko-německé odborné dřevařské střední školy, které ve městě působily již od 19. století.
- 1933 byla dokončena samostatná budova pro Masarykův státní československý koedukační ústav učitelský. Po vítězství jednotné školy a snaze o unifikaci školství dochází i na “učitelák“. Byl zrušen. Následuje krátké období využití budovy střední ekonomickou školou a zahajuje zde činnost gymnázium, které se v roce
- 1953 přejmenovává na jedenáctiletou střední školu. Ta se časem opět mění na střední všeobecně vzdělávací školu.
Nakonec došlo k oddělení základního vzdělávání a tak se za deset let v roce
- 1963 „základka“ stává samostatným typem školy. Oba systémy škol pak žijí společně až do roku
- 1973 kdy se gymnázium osamostatnilo i fyzicky a přestěhovalo se do své původní budovy. Větší počet žáků znamenal i značné problémy s výukou.
Existovalo směnné vyučování, učilo se na různých místech města. Ale vše do času. Došlo k dlouho očekávané dostavbě nových pavilonů a částečné opravě budovy stávající a roku
- 1983 je dokončena a předána do užívání žákům i pedagogům již opravená a dostavěná.. Uplynulo dalších dvacet let a město dává žákům v roce
- 2003 do vínku nemalý dárek. Poprvé se na základní škole objevilo hřiště s umělým povrchem, které slouží nejen žákům, ale i ostatní mládeži této městské aglomerace.
- 2007 těžko lze spočítat všechny kroky, které zněly chodbami a třídami školních budov. A tento rok, od netypického data se sedmičkou na konci, začala další etapa – etapa      samostatného školního vzdělávacího programu s názvem: „Všude dobře, u nás nejlépe!“
- 2013 na počest oslav – 80 let založení staré budovy – jsme uspořádali školní ples, a vytvořili tak novou příjemnou tradici. Také se začalo s rozšiřováním výuky pomocí smart tabulí.
- 2020 škola upravena bezbariérově, nové PC a jazykové učebny.
- 2023 škola má 90 let.

## Projekty
- Edukační kurz[nedostupný zdroj]
- RŠPP-VIP II[nedostupný zdroj]